# Санта-Мария-делле-Карчери
Санта-Мария-делле-Карчери (итал. Basilica di Santa Maria delle Carceri — Базилика Святой Марии Тюрьмы) — римско-католическая церковь. Расположена на одноимённой площади в центре города Прато (Тоскана), в 30 км к северо-западу от Флоренции. Построена по проекту архитектора Джулиано да Сангалло в 1484—1495 годах. Памятник архитектуры итальянского Возрождения.

## История
Согласно легенде, 6 июля 1484 года заболевший мальчик Якопино Белкари увидел на стене камеры общественной тюрьмы в Прато ожившее изображение Мадонны с Младенцем и чудесным образом исцелился. Слух об этом быстро распространился в народе и было решено построить на месте тюрьмы базилику.
Герцог Лоренцо Медичи Великолепный из многих предложенных проектов выбрал тот, который составил по его указанию его любимый архитектор Джулиано да Сангалло. Верхняя часть западного фасада была возведена позднее, в 1884—1887 годах, по проекту архитекторов Фортунато Рокки и Джузеппе Баччи при участии известного архитектора, историка искусства и теоретика реставрации памятников Камилло Бойто на основе рисунков самого Сангалло. Колокольня в неоклассическом стиле построена также позднее, в 1777—1780 годах, Джузеппе и Франческо Валентини.
В феврале 1939 года Папа Пий XI присвоил церкви статус малой базилики.

## Архитектура

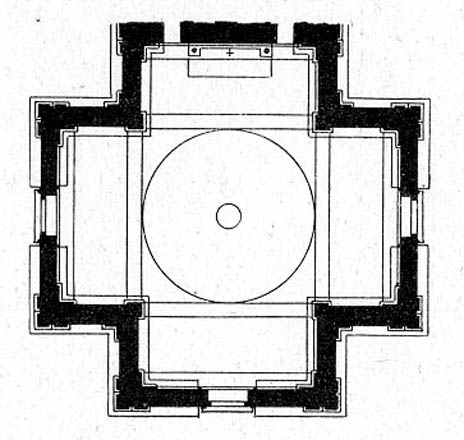
План церкви

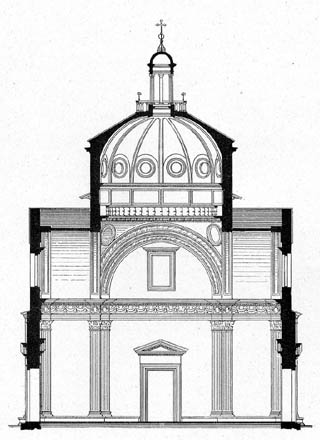
Разрез церкви по средокрестию

Церковь выстроена на основе центрического плана в виде так называемого греческого креста. Считается, что проект архитектора Сангалло сложился под влиянием творчества Филиппо Брунеллески: его любимых круглых окон, «аркад по колоннам» и шатровых покрытий, как, например, в Капелле Пацци во Флоренции, а также проектов Л. Б. Альберти. Действительно, сходство церкви «Карчери» с Капеллой Пацци очевидно.
Кроме того известно, что архитектор Донато Браманте и Леонардо да Винчи в 1482—1499 годах встречались в Милане, где, по-видимому, обсуждали достоинства византийских крестово-купольных храмов и возможность их использования в итальянской архитектуре. Помимо круглых храмов типа ротонды итальянские архитекторы разрабатывали планы типа квадрифолия, или «четырёхлистника», тетраконха («с четырьмя конхами»). Браманте построил Темпьетто — круглый храм в Риме на Яникульском холме (1502), который считают прообразом первого проекта собора Св. Петра в Ватикане крестово-купольного типа (позднее собор был существенно перестроен). К сходному типу относятся церковь Санта-Мария делла Консолационе в городе Тоди (Умбрия, 1508—1607), а также церковь Сан-Бьяджо в Монтепульчано (Тоскана), построенная по проекту брата Джулиано да Сангалло — Антонио да Сангалло Старшего в 1518—1544 годах. Схожую композиционную схему имеет церковь Сант-Элиджо-дельи-Орефичи, построенная по проекту Рафаэля Санти (1509).
Облицовка фасада церкви выполнена двуцветной: белым камнем альберезе ((итал. alberese — известняк) и «зелёным мрамором Прато» в геометрическом стиле, типичном для романского стиля Тосканы. Однако эта работа была прервана в 1506 году и удалось облицевать только нижнюю часть фасада. Шатёр, круглые окна барабана и фонарь, венчающий храм, копируют архитектуру Брунеллески.

## Интерьер
Интерьер церкви в Прато также сходен с интерьером Капеллы Пацци во Флоренции архитектора Брунеллески. Целостное симметричное пространство образовано «греческим крестом», «рукава» которого перекрыты цилиндрическими сводами. Средокрестие венчает купольное перекрытие, разделённое на двенадцать сегментов. Светлая штукатурка стен контрастирует с ордерными элементами, выделенными цветом матово-серого песчаника пьетра-серена («светлый камень»).
Художественная достопримечательность храма — фриз с гирляндами и геральдическими лилиями Тосканы из бело-голубой майолики мастерской Андреа делла Роббиа. В парусах — четыре тондо, также из майолики делла Роббиа, с рельефными изображениями четырёх евангелистов (1491). Четыре витража по рисункам Доменико Гирландайо (1491) украшают люнеты торцовых стен.
Главный алтарь, спроектированный Джулиано да Сангалло (1492), выполнен в 1515 году. Он представляет собой эдикулу из белого мрамора в виде роскошного «античного» портика, обрамлённого двумя колоннами коринфского ордера. Пышный орнаментированный антаблемент завершён лучковым фронтоном. Внутри — алтарная фреска: «Мадонна с Младенцем между святыми Леонардо и Стефаном» (Антонио Марини, 1330—1340).
Пресбитерий ограждён мраморной балюстрадой с причудливыми гербами и эмблемами, созданной флорентийским скульптором Бернардо Буонталенти (1588).
В сакристии имеется фреска с образом Мадонны Смирения (Madonna dell’Umiltà) работы Пьетро Миниати (около 1420 г.). Под полом сакристии сохранились подвальные помещения древней тюрьмы.
Среди произведений, когда-то находившихся в церкви, стоит упомянуть скульптуру Иоанна Крестителя работы Франческо да Сангалло, единственную работу художника, выполненную из бронзы, первоначально помещённую над крестильной купелью (fonte). Исчезнувшая из церкви в конце XIX века, в 1902 году скульптура была заменена копией. Оригинал находится в коллекции Фрик в Нью-Йорке.
Базилика Санта-Мария-делле-Карчери также известна астрономическим феноменом. 15 июля, или 6 июля по юлианскому календарю, в 15 часов 18 минут (14 часов 03 минуты по солнечному времени) солнечный луч проникает внутрь церкви, через фонарь купола, освещая на несколько мгновений точно в полдень диск, помещённый над главным алтарем храма, в память о явлении Девы Марии мальчику в тюремной камере 6 июля 1484 года по юлианскому календарю, которое послужило причиной создания храма. В день летнего солнцестояния, 21 июня, когда азимут солнца равен главной оси церкви (221°), луч света проникает через окна фонаря и создаёт на несколько минут «солнечный диск» в центре фрески с изображением Девы Марии.

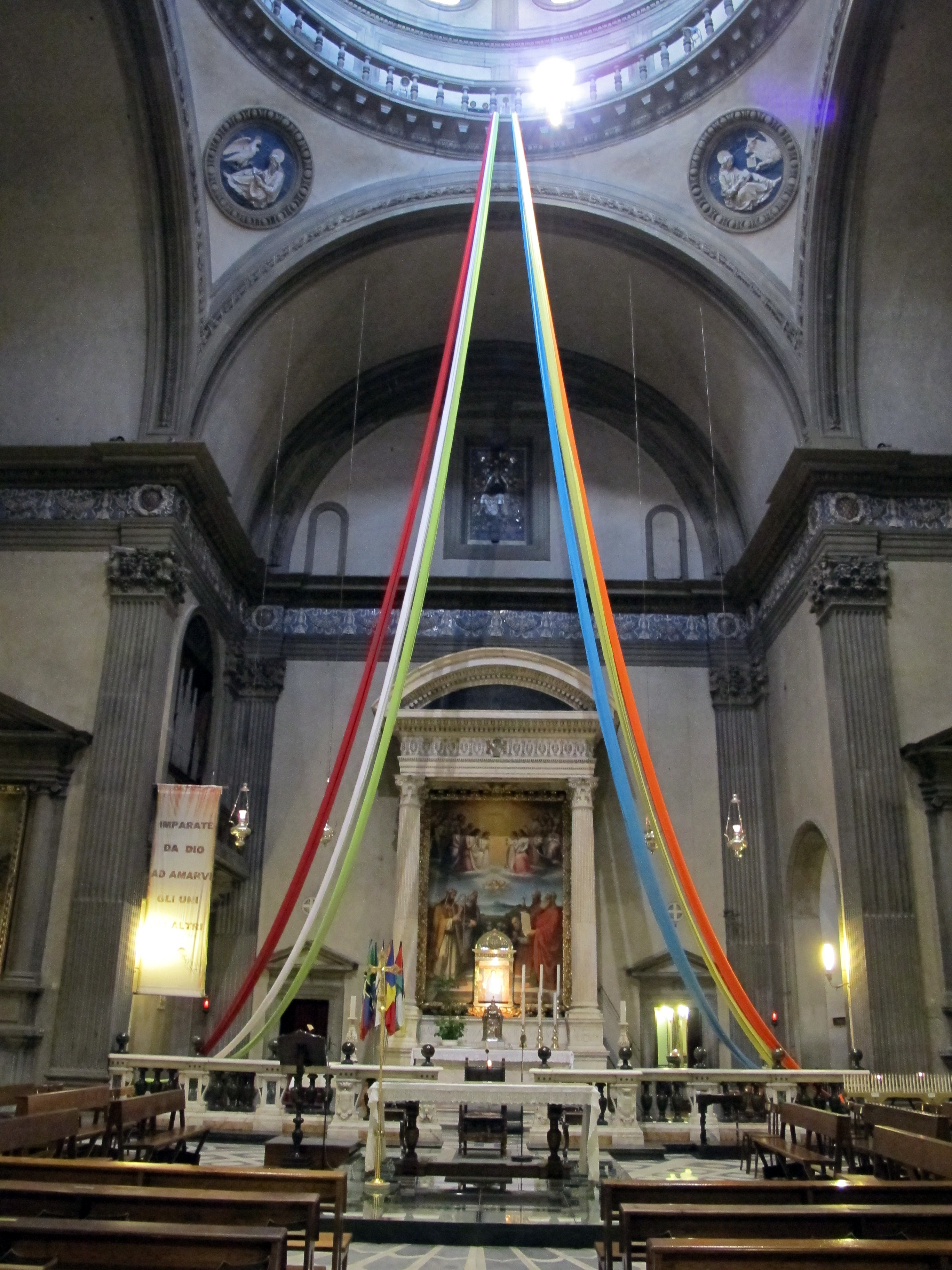
Интерьер церкви
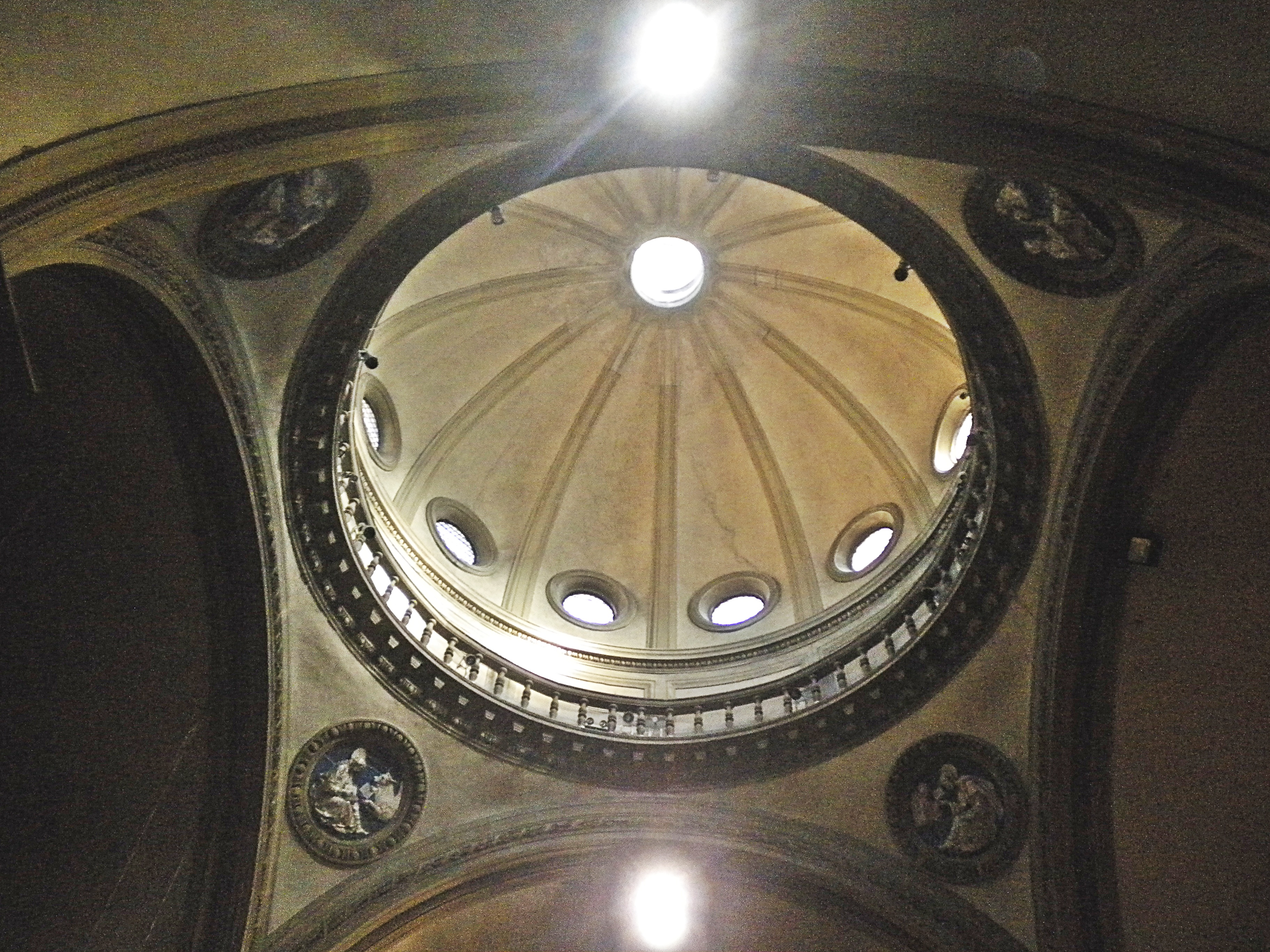
Подкупольное пространство
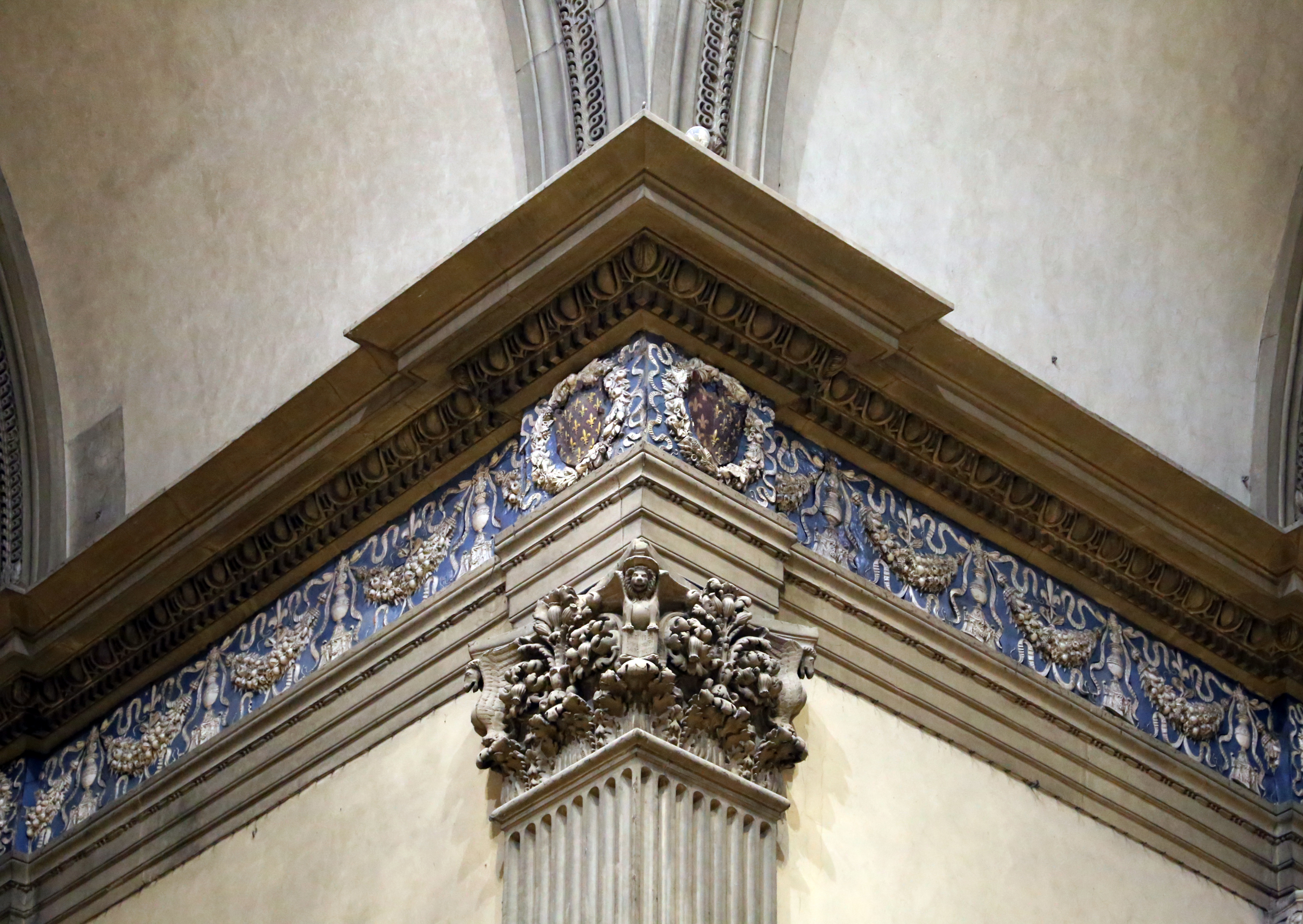
Фриз. 1492—1495. Майолика. Мастерская Андреа делла Роббиа
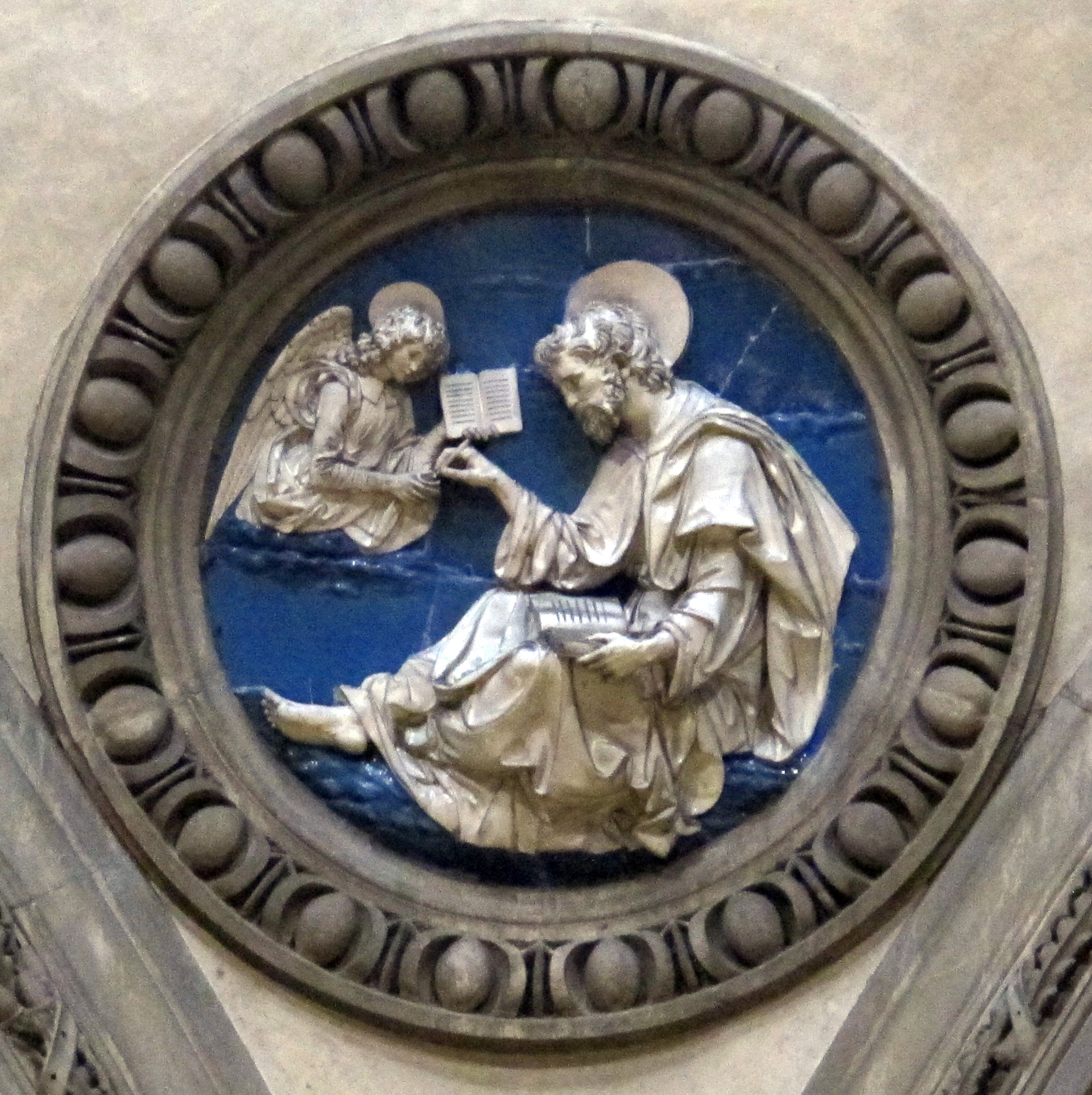
Святой евангелист Матфей. Тондо. 1491. Майолика. Мастерская Андреа делла Роббиа
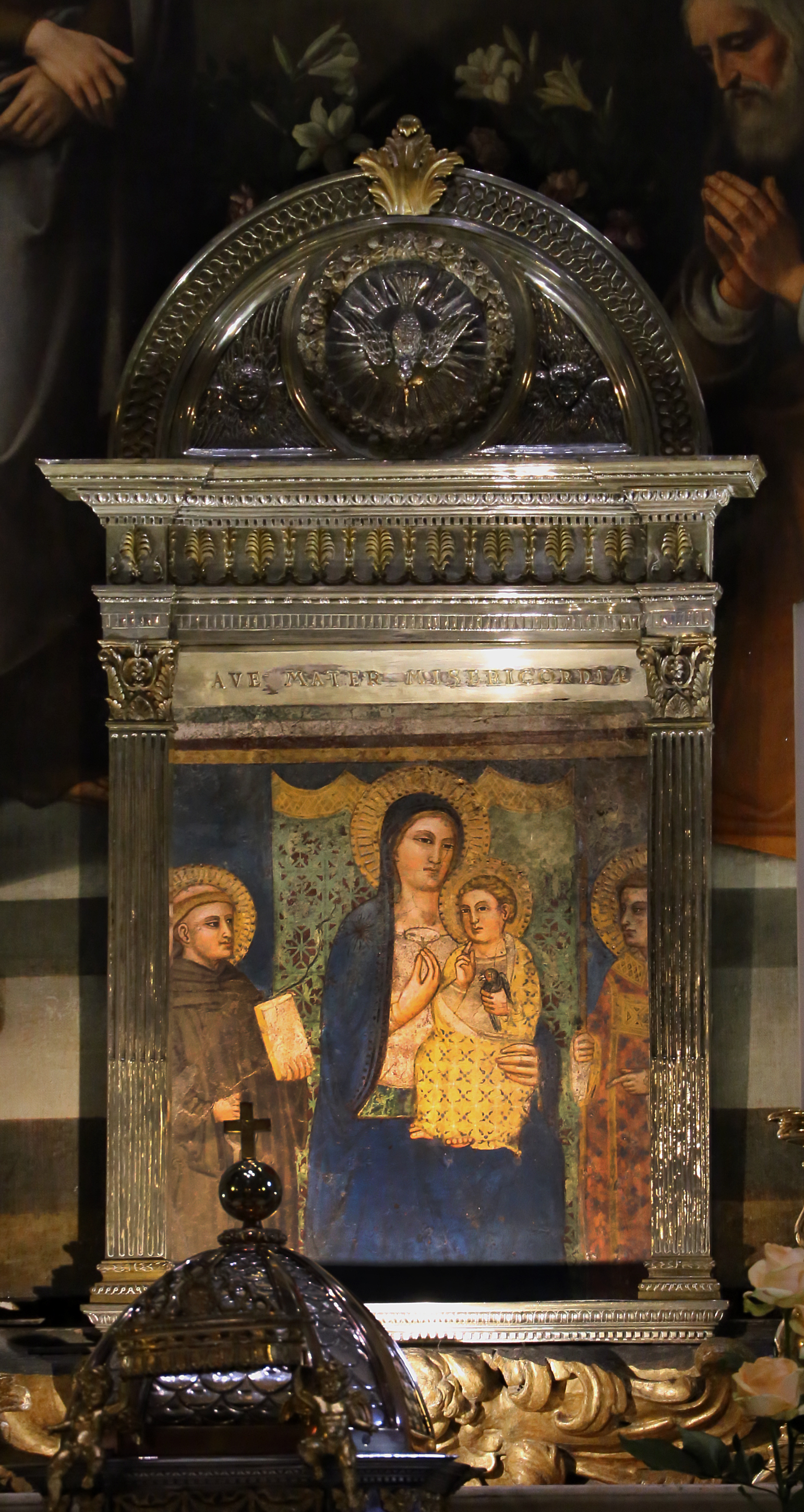
Мадонна-делле-Карчери (Мадонна с Младенцем между святыми Леонардо и Стефаном). Фреска Антонио Марини. 1330—1340
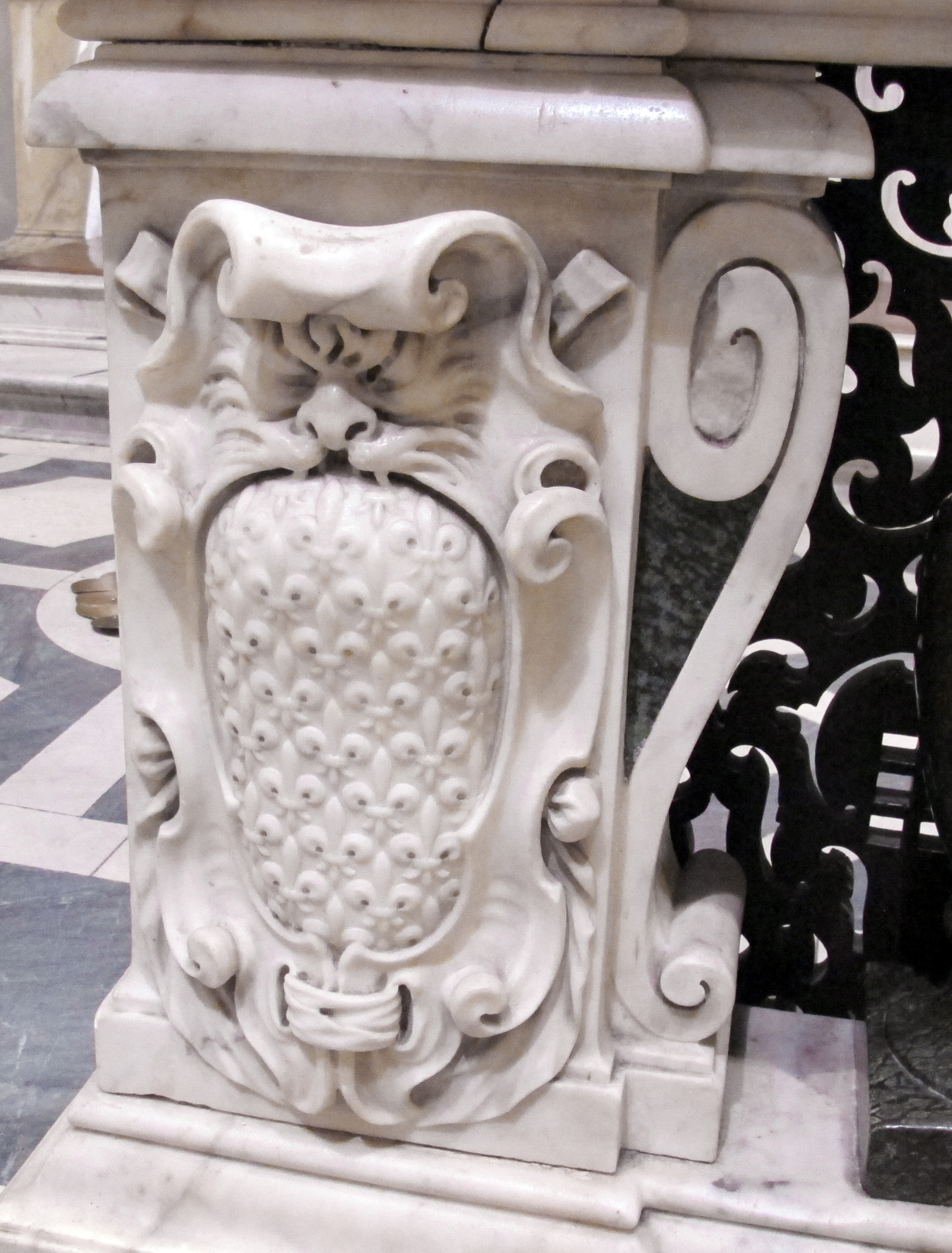
Деталь балюстрады пресбитерия с гербом Прато. Б. Буонталенти. 1588
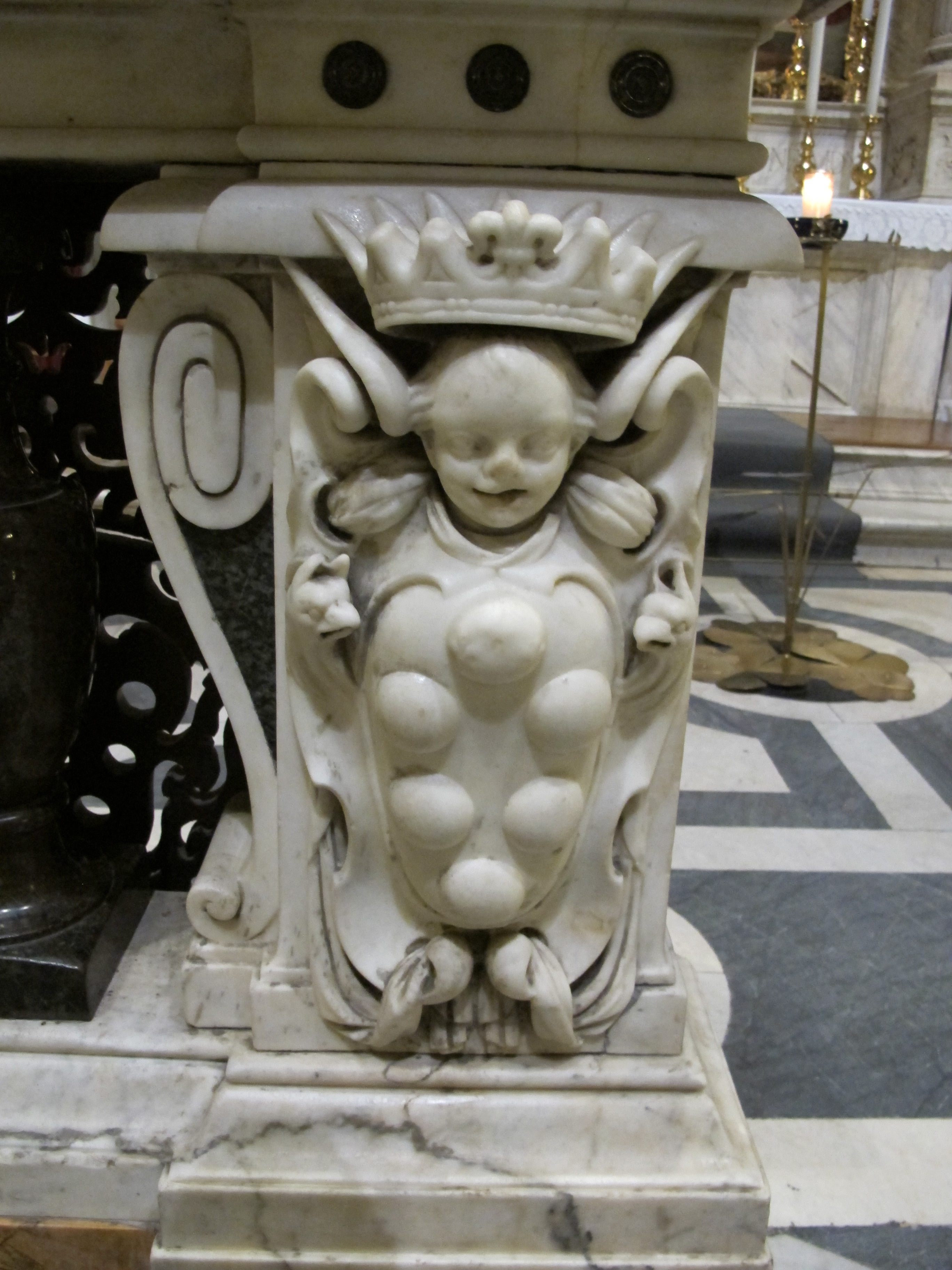
Деталь балюстрады с гербом семьи Медичи
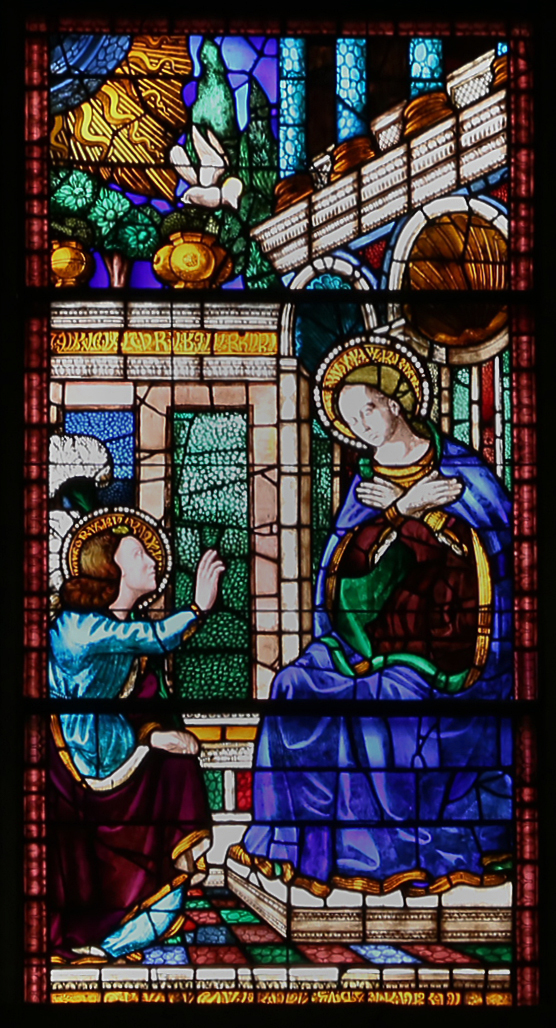
Д. Гирландайо. Благовещение Марии. 1491. Витраж